# VfL Lintorf
Der VfL Lintorf ist ein Sportverein aus Lintorf (Bad Essen). Bekannt ist der VfL durch seine Volleyball-Mannschaften. Die Männer spielen in der 3. Liga West, die Frauen spielen in der Regionalliga.

## Volleyball
Schon in den 1970er und 1980er Jahren spielten die Volleyball-Männer mehrfach in 1. und 2. Bundesliga. Aus Lintorf stammten auch die Nationalspieler Ralph Bergmann und Thomas Kröger. Im Jahr 2010 gelang erneut der Aufstieg in die zweite Bundesliga Nord, wo man allerdings nach nur einer Saison wieder absteigen musste. Zum Kader der Saison 2013/14 gehörte mit Philippe Quistorf ein ehemaliger französischer Nationalspieler. Die Volleyball-Heimspiele werden seit der Fertigstellung der neuen Sporthalle in Lintorf am Hallenbad ausgetragen.

## Fußball
Die Fußballer stiegen 1966 in die Bezirksklasse Osnabrück auf und standen in der folgenden Saison kurz vor dem Durchmarsch in die Bezirksliga. Allerdings verloren die Lintorfer das Entscheidungsspiel gegen den TuS Einigkeit Melle mit 2:3. 1970 sicherte der VfL den Klassenerhalt erst nach einem 6:0-Entscheidungsspielsieg über den TuS Bersenbrück. Nach mehreren Jahren Abstiegskampf mussten die Lintorfer 1975 wieder runter in die Kreisliga. Zwei Jahre später gelang der Wiederaufstieg in die Bezirksklasse, dem 1979 der erneute Abstieg in die Kreisliga folgte.
Nach einer Vizemeisterschaft hinter dem Ostercappelner FV 1989 gelang 1991 der Wiederaufstieg in die Bezirksklasse, wo der VfL 1994 Vizemeister hinter dem TuS Glane wurde. Ein Jahr später stiegen die Lintorfer in die Bezirksliga auf, ehe 1998 der Abstieg in die Bezirksklasse und 1999 der in die Kreisliga folgte. Zwar gelang im Jahr 2000 der direkte Wiederaufstieg in die Bezirksklasse, doch schon ein Jahr später ging es für den VfL erneut runter in die Kreisliga. In den folgenden Jahren pendelte die Mannschaft zwischen Kreisliga und 1. Kreisklasse und bildet zusammen mit dem SV Wimmer die Spielgemeinschaft SG Wimmer/Lintorf.

## Weitere Abteilungen
Boxen, Leichtathletik, Schwimmen, Taekwondo, Tanzsport, Tennis, Tischtennis, Turnen und andere